# Asthenocnemis stephanodera
Asthenocnemis stephanodera – gatunek ważki z rodziny pióronogowatych (Platycnemididae). Endemit filipińskiej wyspy Palawan.